# Nagroda Oskara Kokoschki
Nagroda im. Oskara Kokoschki przyznawana jest od roku 1980 (śmierci artysty), co dwa lata, każdorazowo 1 marca, w dniu urodzin Oskara Kokoschki. Nagrodę za wybitne osiągnięcia w dziedzinie sztuk plastycznych stworzono z inicjatywy ówczesnego rektora Uniwersytetu Sztuk Stosowanych w Wiedniu (Universität für angewandte Kunst), Oswalda Oberhubera. Dotowana jest przez rząd austriacki i wynosi obecnie 20 000 euro.

## Laureaci
- 2016 Andrea Fraser[1]
- 2014 Peter Weibel
- 2012  Yoko Ono
- 2010 Raymond Pettibon[2]
- 2008 William Kentridge[3][4]
- 2006 Martha Rosler
- 2004 Günter Brus
- 2002 Ilya Kabakov
- 2000 Valie Export
- 1998 Maria Lassnig
- 1996 John Baldessari
- 1994 Jannis Kounellis
- 1992 Agnes Martin
- 1990 malarze z Gugging
- 1988 Siegfried Anzinger
- 1985 Gerhard Richter
- 1983 Mario Merz
- 1981 Hans Hartung